# 岡山県道471号南浦金光線
岡山県道471号南浦金光線（おかやまけんどう471ごう なんぽこんこうせん）は、岡山県倉敷市から浅口市に至る一般県道である。

## 概要
倉敷市玉島黒崎から浅口市金光町佐方に至る。
路線名の「南浦」とは、倉敷市玉島黒崎の一地域である。倉敷市玉島黒崎と浅口市金光町を直接結ぶ県道は、本路線のほかに岡山県道430号玉島黒崎金光線があるものの、未開通区間が存在することから自動車で往来できる唯一の県道となっている。

### 路線データ
- 起点：岡山県倉敷市玉島黒崎（岡山県道47号倉敷長浜笠岡線交点）
- 終点：岡山県浅口市金光町佐方（佐方交差点、国道2号交点）
- 実延長：5.0 km[注釈 1][1]

## 歴史
前身は倉敷市道および金光町道（当時）。

### 年表
- 1995年（平成7年）7月1日 - 岡山県告示第426号により認定。
- 2006年（平成18年）3月21日 - 浅口郡のうちの鴨方町・金光町・寄島町の3町が対等合併し、浅口市が発足。
- 2015年（平成27年）3月29日 - 国道2号玉島笠岡道路のうちの1期区間（玉島西IC - 浅口金光IC）が供用開始[2]。これにより浅口金光ICと接続。
- 2016年（平成28年）3月28日 - 15時、岡山県告示第188号・190号により国道2号玉島笠岡道路の側道部のうちの浅口金光IC - 大谷[注釈 2]が本県道として供用開始[3]。
- 2019年（平成31年）3月19日 - 14時、岡山県告示第97号・98号により国道2号玉島笠岡道路の側道部のうちの佐方 - 六条院東[注釈 3]が本県道として供用開始[5][6][7]。

## 地理

### 通過する自治体
- 岡山県
  - 倉敷市 - 浅口市

### 交差する道路
| 交差する道路                   | 市町村名 | 交差する場所   | 交差する場所                                                                          |
| 現道                           | 現道     | 現道           | 現道                                                                                  |
| ------------------------------ | -------- | -------------- | ------------------------------------------------------------------------------------- |
| 岡山県道47号倉敷長浜笠岡線     | 倉敷市   | 玉島黒崎       | 起点                                                                                  |
| 岡山県道471号南浦金光線 / 新道 | 浅口市   | 金光町佐方     |                                                                                       |
| 国道2号 / 現道                 | 浅口市   | 金光町佐方     | 佐方交差点 / 終点                                                                     |
| 新道（佐方 - 大谷）            |          |                |                                                                                       |
| 岡山県道471号南浦金光線 / 現道 | 浅口市   | 金光町佐方     | 新道起点                                                                              |
| 国道2号 / 玉島笠岡道路         | 浅口市   | 金光町佐方     | 浅口金光IC                                                                            |
| 岡山県道430号玉島黒崎金光線    | 浅口市   | 金光町大谷     | 新道終点【北緯34度31分47.7秒 東経133度37分34.4秒 / 北緯34.529917度 東経133.626222度】 |
| 新道（佐方 - 六条院東）        |          |                |                                                                                       |
| 岡山県道471号南浦金光線 / 現道 | 浅口市   | 金光町佐方     | 新道起点                                                                              |
| 岡山県道284号東安倉鴨方線      | 浅口市   | 鴨方町六条院東 | 新道終点【北緯34度31分11.3秒 東経133度36分11.6秒 / 北緯34.519806度 東経133.603222度】 |

### 沿線
- 倉敷市立南浦小学校（倉敷市玉島黒崎）
- 海蔵寺 （倉敷市玉島黒崎）

映画『釣りバカ日誌18 ハマちゃんスーさん瀬戸の約束』（2007年）ロケ地。
- 七神社（七社様）（倉敷市玉島黒崎）

黒崎海岸に七社大明神、天神、荒神社を創建した事によって南浦の地名が生まれたとされ、大己貴命、菅原神、高淤加美命、素盞嗚尊、闇淤加美命、建御名方命、事代主命、土祖命を祭神とする神社。
- 戸神社（戸神様）（浅口市金光町佐方）

一事主尊を祭神とする神社。
- 諏訪神社（諏訪様）（浅口市金光町佐方）

藤沢越中守がその故郷である信濃国（長野県）の諏訪神社を勧請したと伝えられ、建御名方命、経津主命、大己貴命、岐神を祭神とする神社。
- 浅口工業団地
  - 明星産商 岡山浅口工場（浅口市金光町佐方）